# Elvis Stuglis
Elvis Stuglis (ur. 4 lipca 1993 roku w Rydze) – łotewski piłkarz, reprezentant Łotwy, od 2023 zawodnik łotewskiego klubu FK RFS.

## Kariera klubowa
Elvis Stuglis całą swoją piłkarską karierę spędził na Łotwie. Z drużyną Skonto FC zdobył Puchar Łotwy w 2012 roku. Po przejściu do FK Spartaks Jurmała dwukrotnie z tą drużyną zdobył mistrzostwo Łotwy. Od 2018 do 2020 roku był zawodnikiem Riga FC, z którym trzykrotnie z rzędu (2018, 2019 i 2020) zdobył mistrzostwo Łotwy. Następnie występował w FK RFS, z którym zdobył mistrzostwo kraju w 2021. Dwukrotnie zdobył Puchar Łotwy (2018 i 2021). 7 lipca 2023 przeszedł z FK RFS do Chrobrego Głogów.

## Kariera reprezentacyjna
Elvis Stuglis zadebiutował w reprezentacji Łotwy 7 października 2020 roku w towarzyskiej potyczce z Czarnogórą (1:1).